# Instituto Beleza & Cidadania
O Instituto Beleza & Cidadania foi criado em 12 de setembro 2003 por Lara Dee, ex-dançarina, empreendedora e fellow da Ashoka, e pelo designer gráfico José Luiz de Paula Junior. O instituto tem como objetivo desenvolver projetos e prestar serviços de assistência social, a fim de ajudar pessoas de baixa renda, carentes, e moradores de rua, a desenvolverem sua própria fonte geradora de lucro, e também melhorar sua auto-estima e bem estar. A entidade também possui grande foco na sustentabilidade.    
A entidade oferece cursos gratuitos para a formação de profissionais (como manicura, depilação, maquiagem, cabeleireiro e entrelaçamento) que inicialmente eram ministrados em 7 núcleos localizados em quadras de escolas de samba e tiveram grande destaque em São Paulo e Rio de Janeiro. Ao longo de cerca de 10 anos esse projeto já capacitou mais de 39 mil pessoas nessas áreas.
Em 2010, por meio de emenda do deputado Bruno Covas, o instituto recebeu recursos no valor de R$ 100 mil da Secretaria de Assistência e Desenvolvimento Social.
O instituto é aberto ao voluntariado.

## Projetos

### Portal Beleza & Cidadania
Oferece cursos online voltados para a capacitação de pessoas na área da beleza. 
A ideia da criação do portal surgiu perante o grande crescimento do setor de beleza no mercado, e a problemática de que muitas mulheres não tinham acesso a profissionalização, devido a falta de oportunidades, por não terem condições financeiras de arcar com um curso de especialização... E, essas mesmas mulheres muitas vezes eram provedoras da família e precisavam de uma renda considerável para tal. Assim foi criado o portal, com a finalidade de facilitar esse acesso, e buscar melhorar a condição dessas pessoas.

### Projeto Transvidro
É um projeto desenvolvido em parceria com o Projeto Curumim, e foca na reciclagem de garrafas de vidro para a criação de joias, objetos de decoração, e principalmente brindes corporativos, tendo demanda até de fora do país.

### Projeto Beleza Madura e Saudável
Voltado para idosos, oferece cursos, atividades (como ioga, teatro, dança...), e desenvolvimento da convivência diária. 

## Prêmios, citações e reportagens
- Gente & Histórias - Revista Contigo!, 2012
- Mulheres no Rumo Certo - Rumo certo Comunicações, 2009
- Mulheres que fazem a diferença - Revista Cláudia, 2009
- 35 Instituições que valem a sua doação - Revista Veja, 2008
- Novos Empreendedores Sociais – Ashoka, 2006
- Fazer o bem faz bem - Revista Época, 2006